# Туппурайнен, Яни
Я́ни Ту́ппурайнен (фин. Jani Tuppurainen; 30 марта 1980, Мухос, Финляндия) — профессиональный финский хоккеист, нападающий. Участник чемпионата мира 2012 в составе сборной Финляндии.

## Достижения
- Двукратный чемпион Финляндии (2009, 2012) в составе клуба «ЮИП».
- Серебряный призёр чемпионата Финляндии 2003 г. в составе клуба «Кярпят».
- Бронзовый призёр чемпионата Финляндии 2010 г. в составе клуба «ЮИП».
- Лучший игрок плей-офф СМ-Лиги 2012 г. (Приз имени Яри Курри[англ.]).

## Статистика

### Клубная карьера
Последнее обновление: 5 июля 2013 года
```
                                            --- Regular Season ---  ---- Playoffs ----
Season   Team                        Lge    GP    G    A  Pts  PIM  GP   G   A Pts PIM
--------------------------------------------------------------------------------------
1999-00  Chicago Freeze              NAHL   47    9   27   36   54
2000-01  Chicago Freeze              NAHL   17    3    8   11   44
2002-03  Karpat                      SM-li   8    0    1    1    6  --  --  --  --  --
2005-06  KalPa Kuopio                SM-li  48    7   12   19   55  --  --  --  --  --
2006-07  KalPa Kuopio                SM-li  55   14   21   35   86  --  --  --  --  --
2007-08  KalPa Kuopio                SM-li  43   13   20   33   30
2007-08  Farjestads BK Karlstad      SEL    13    4    4    8    6  12   1   3   4  14
2008-09  JyP HT Jyvaskyla            SM-li  24    3    8   11   10  15   1   2   3   4
2009-10  JyP HT Jyvaskyla            SM-li  58   22   12   34   26  12   3   1   4   6
2010-11  JyP HT Jyvaskyla            SM-li  43   10   19   29   47  10   0   7   7   4
2011-12  JyP HT Jyvaskyla            SM-li  56   17   34   51   26  14   7   8  15   0
2012-13  HC Donbass                  KHL    39    7    8   15   42  --  --  --  --  --
--------------------------------------------------------------------------------------
```

### Международные соревнования
| Год                  | Сборная              | Турнир               | Место                |   | И | Г | П | О | Штр |
| -------------------- | -------------------- | -------------------- | -------------------- | - | - | - | - | - | --- |
| 2012                 | Финляндия            | ЧМ                   | 4                    | 2 | 0 | 1 | 1 | 2 |     |
| Всего (осн. сборная) | Всего (осн. сборная) | Всего (осн. сборная) | Всего (осн. сборная) | 2 | 0 | 1 | 1 | 2 |     |